# Nabob (Schiff)
HMS Nabob (D77) war ein Geleitflugzeugträger der Bogue-Klasse, der im Zweiten Weltkrieg in der Royal Navy zum Einsatz kam. Das Schiff wurde 1944 nach einem Torpedotreffer außer Dienst gestellt. 1951/52 wurde es bei der AG Weser vom Flugzeugträger zum Frachter umgebaut und war als Nabob zeitweise das größte Schiff des Norddeutschen Lloyd. Es wurde 1967 verkauft und 1978 abgewrackt.

## Bau und Einsatz als Geleitflugzeugträger
Die Kiellegung erfolgte 1942 in Tacoma/Seattle mit dem Namen Edisto (CVE-41). Der kleine Träger war einer von 45 Geleitflugzeugträgern der Bogue-Klasse der United States Navy. Das Schiff kam für diese aber nicht in Dienst, sondern wurde wie 32 ihrer Schwesterschiffe im Rahmen des Lend-Lease-Programms an die Royal Navy abgegeben.
Die Nabob (D77) der Bogue-Klasse waren 151,1 Meter lang und 21,2 Meter breit. Die Breite des Flugdecks betrug 24 Meter. Der Träger hatte im Einsatz eine Verdrängung von bis zu 15 400 ts. Wie alle an der Westküste der USA gebauten Geleitträger ging das Schiff erst nach Kanada, um Anpassungen an britische Ausrüstungen zu erhalten. Die Mannschaft des Schiffes wurde von der Royal Canadian Navy gestellt. Die Fliegergruppe war allerdings eine britische. Der Einsatz des Schiffes sollte in Europa erfolgen.
Obwohl die Nabob schon im September 1943 von der Royal Navy übernommen wurde, kam sie erst Anfang April 1944 mit einer Ladung von Avenger- und Corsair-Maschinen in Großbritannien an. Die Verzögerung ist wohl auf das Einfahren der kanadischen Besatzung in den Heimatgewässern zurückzuführen.
Im Juni 1944 wurde die FAA-Staffel 852 mit zwölf Grumman Avenger und vier Grumman Wildcat dem Geleitträger als Einsatzstaffel zugeteilt. Am 10. August war die Nabob an einem Vorstoß der Indefatigable und der Trumpeter gegen den deutschen Flugplatz Gossen bei Kristiansand/Nord beteiligt, der von zwei Schweren Kreuzern und acht Zerstörern, darunter die kanadischen Algonquin und Sioux gesichert wurde. Sechs Me 110 wurden zerstört und drei Dampfer beschädigt (Operation Offspring).
Der Träger sollte sich dann an einem Angriff mit Trägerflugzeugen auf die Tirpitz während des Nordmeergeleitzugs JW 59 beteiligen.
Die Home Fleet operiert in zwei Gruppen: Die Hauptgruppe mit den Trägern Indefatigable, Formidable und Furious, dem Schlachtschiff Duke of York, zwei Schweren Kreuzern und vierzehn Zerstörern sowie einer zweiten Gruppe mit den Geleitträgern Trumpeter und Nabob, dem Schweren Kreuzer Kent sowie der „5. Escort Group“ unter Commander Donald MacIntyre mit den sechs Geleitzerstörern der Captain-Klasse. Die Avenger-Flugzeuge der beiden Geleitträger sollten Minen gegen die Tirpitz legen und hatten am ersten (erfolglosen) Angriff der Operation Goodwood am Morgen des 22. nicht teilgenommen, da die Wetterbedingungen und die nicht bekannte exakte Position des deutschen Schlachtschiffs einen Einsatz von Minen nicht sinnvoll erscheinen ließ.
Am Nachmittag des 22. August 1944 entdeckte U 354 die Geleitträgergruppe, die gerade die Versorgung der Geleitzerstörer mit Treibstoff vorbereitete, und torpedierte die Nabob mit einem Torpedo-Fächer. Ein weiterer Torpedo traf die Bickerton, das Schiff des Befehlshabers der Gruppe, der das Heck abgeschossen wurde. Ein zweiter Angriffsversuch gegen die schon stark krängende Nabob wurde durch Avenger-Bomber vereitelt, die auch weiterhin vom bereits sehr geneigten Flugdeck starteten. Die schwer beschädigte Bickerton wurde aufgegeben und vom Geleitzerstörer Aylmer mit einem Torpedo versenkt, um sich auf die Rettung des Trägers zu konzentrieren.

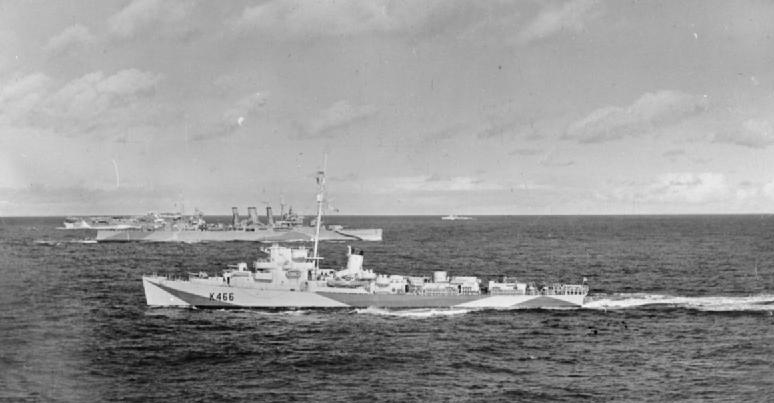
Der Geleitzerstörer Bickerton vor der Kent

Die Nabob war im Heckbereich schwer getroffen, konnte aber noch Flugzeuge einsetzen und trotz verbogener Propellerwelle mit langsamer Fahrt fahren. Während der Rückfahrt der zweiten Gruppe kam es zu einer Bruchlandung einer Maschine nach einer U-Boot-Abwehr-Patrouille, die dabei sieben andere Flugzeuge auf dem Flugdeck der Nabob beschädigte. Die Situation auf dem Träger war während des Rückmarsches zum Teil sehr kritisch, so dass die Algonquin und der Geleitzerstörer Kempthorne große Teile der Besatzung des Trägers übernahmen.
Die Nabob erreichte am 27. August mit eigener Kraft Scapa Flow. Sie wurde dann nach Rosyth geschleppt und dort auf den Strand gesetzt. Am 30. September 1944 wurde sie außer Dienst gestellt und langsam ausgeschlachtet. Eine Reparatur fand bis zum Kriegsende nicht statt.
1946 wurde das Wrack formal den USA zurückgegeben. Ursprünglich sollte sie 1947 schließlich verschrottet werden.

## Rückbau zum Frachter (1951/52)
Stattdessen wurde sie in die Niederlande verkauft, das Flugdeck sowie die noch vorhandenen militärischen Einrichtungen entfernt und 1951 an den NDL in Bremen weiterveräußert. Das Schiff wurde bei der AG Weser in Bremen zum Frachter umgebaut und verfügte anschließend als 5-Lukenschiff – plus kleiner Postluke vor dem achteren Deckshaus – mit einer Länge von 150 Metern, einer Breite von 21,2 Metern, über eine Vermessung von 7900 BRT und eine Tragfähigkeit von 13 000 tdw. Der Antrieb erfolgte durch eine Getriebeturbine mit 6800 PS, die dem Schiff eine Geschwindigkeit von 16 Knoten verlieh.
Bis zur Indienststellung der Kombischiffe der Schwabenstein-Klasse 1954 war die Nabob das größte Schiff des Norddeutschen Lloyd. Größere reine Frachtschiffe kamen erst mit der Burgenstein-Klasse 1958 in den Dienst der Bremer Reederei.

## Einsatz als Frachter beim NDL (1952–1967)
Mit einer Besatzung von 68 Mann und Einrichtungen für Kadetten und acht Passagieren wurde die Nabob bei der NDL-Tochtergesellschaft Roland-Linie Schiffahrts-GmbH (bis 1959) als Ausbildungsschiff eingesetzt. Die erste Reise erfolgte 1953 nach Kanada und danach wurde die Nabob im Nordamerika-Dienst eingesetzt. Bis 1967 fand die Nabob anschließend Verwendung in verschiedenen Fahrtgebieten. In diesem Jahr erfolgte der Verkauf und die Nabob fuhr bis zur Verschrottung im Jahr 1978 als Glory unter Panama-Flagge.

Einsatz als Frachter beim Norddeutschen Lloyd, Bremen
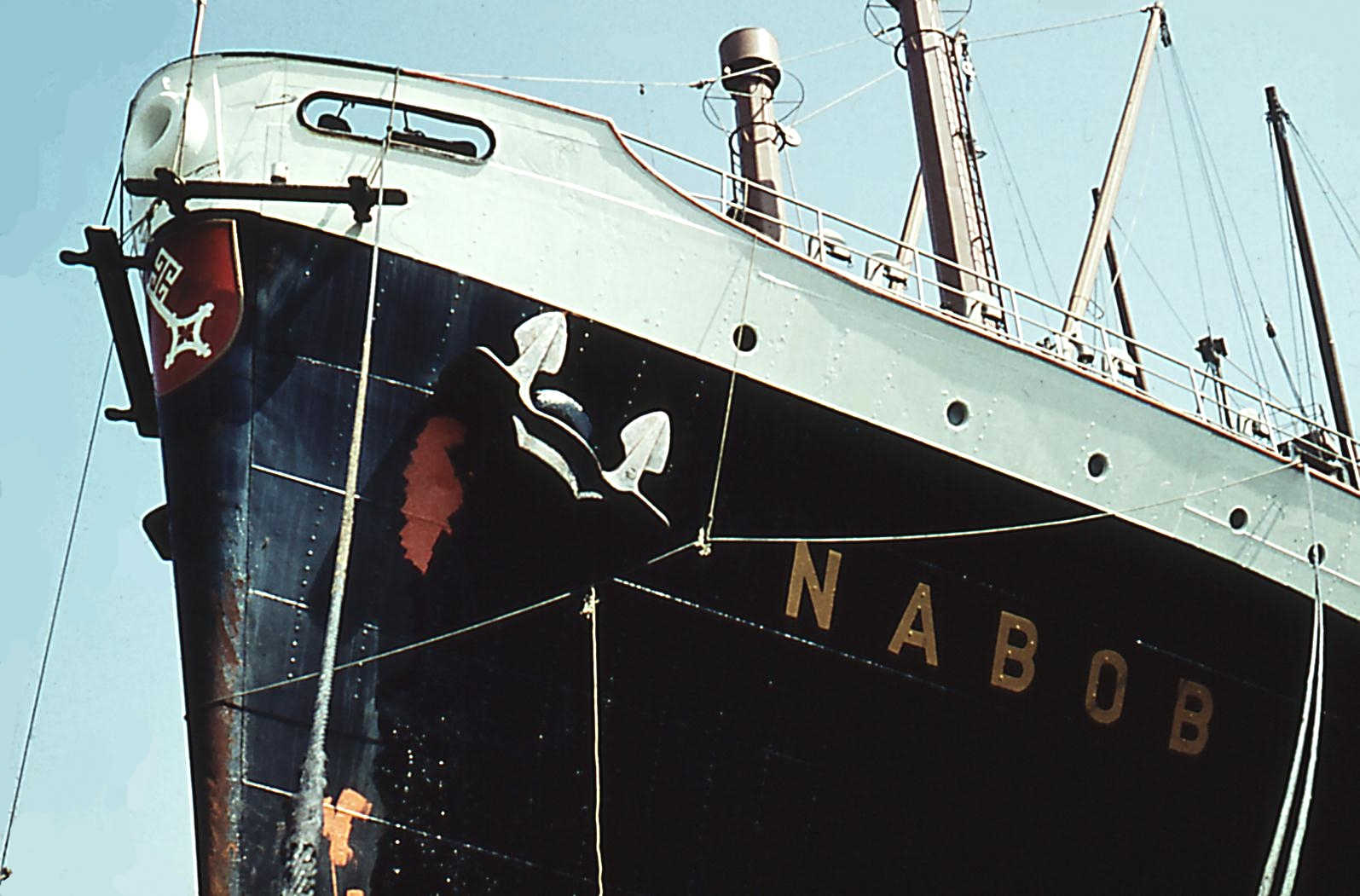
Malerarbeiten an der Backbordseite vom Bug der TS Nabob
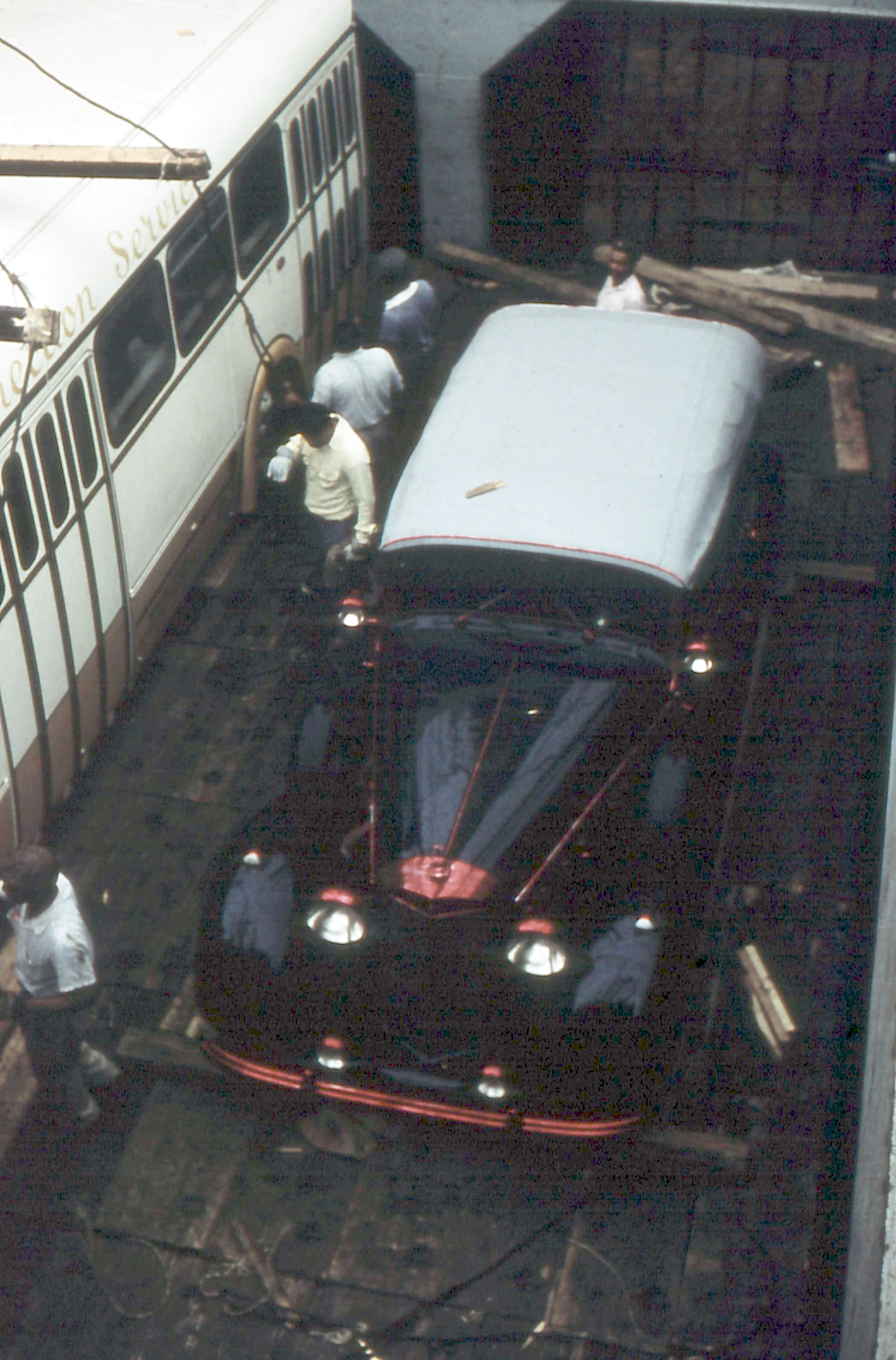
Löschen eines von Adolf Hitlers Dienstwagen an Bord der Nabob in New York Continental Piers, Brooklyn N.Y. 1959
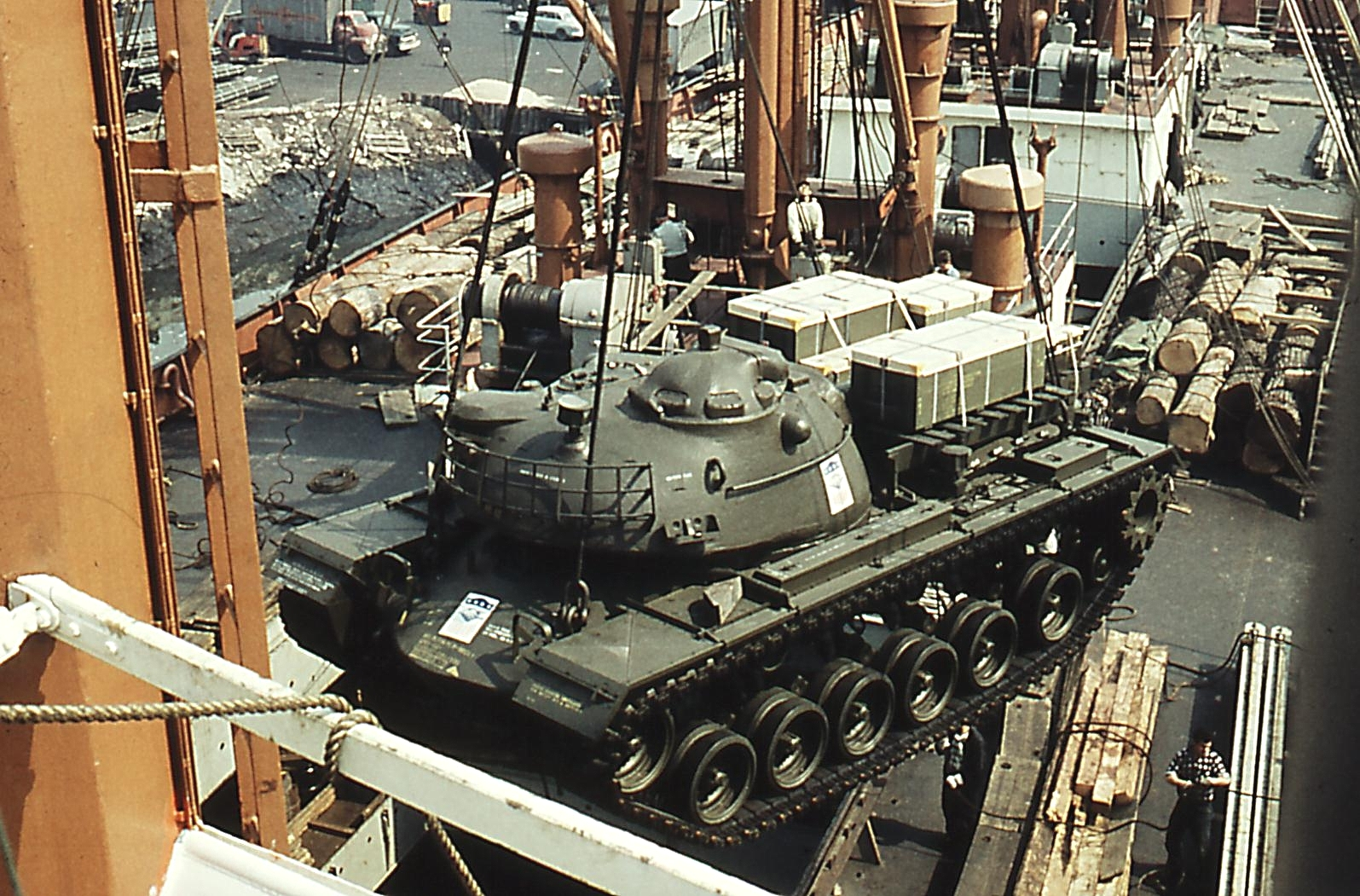
Laden eines Patton M48-Kampfpanzers an Bord der Nabob in New York Continental Piers, Brooklyn N.Y. 1959.
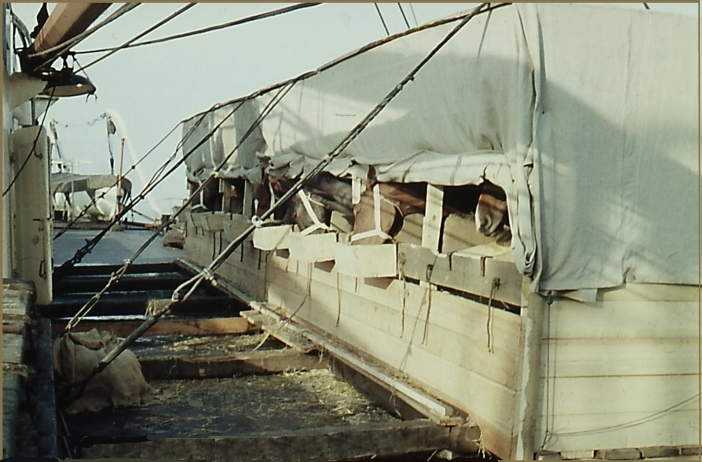
Pferdeboxen an Deck der Nabob – 1959